# Mosor (Travnik, BiH)
Mosor je naseljeno mjesto u općini Travnik, Federacija Bosne i Hercegovine, BiH.
Nalazi se sjeveroistočno od Travnika, u podnožju Vlašića.

## Stanovništvo

### 1991.
Nacionalni sastav stanovništva 1991. godine, bio je sljedeći:
ukupno: 319
- Muslimani - 319

### 2013.
Nacionalni sastav stanovništva 2013. godine, bio je sljedeći:
ukupno: 265
- Bošnjaci - 259
- ostali, neopredijeljeni i nepoznato - 6